# スパ&リゾート ホテルソラージュ大分日出

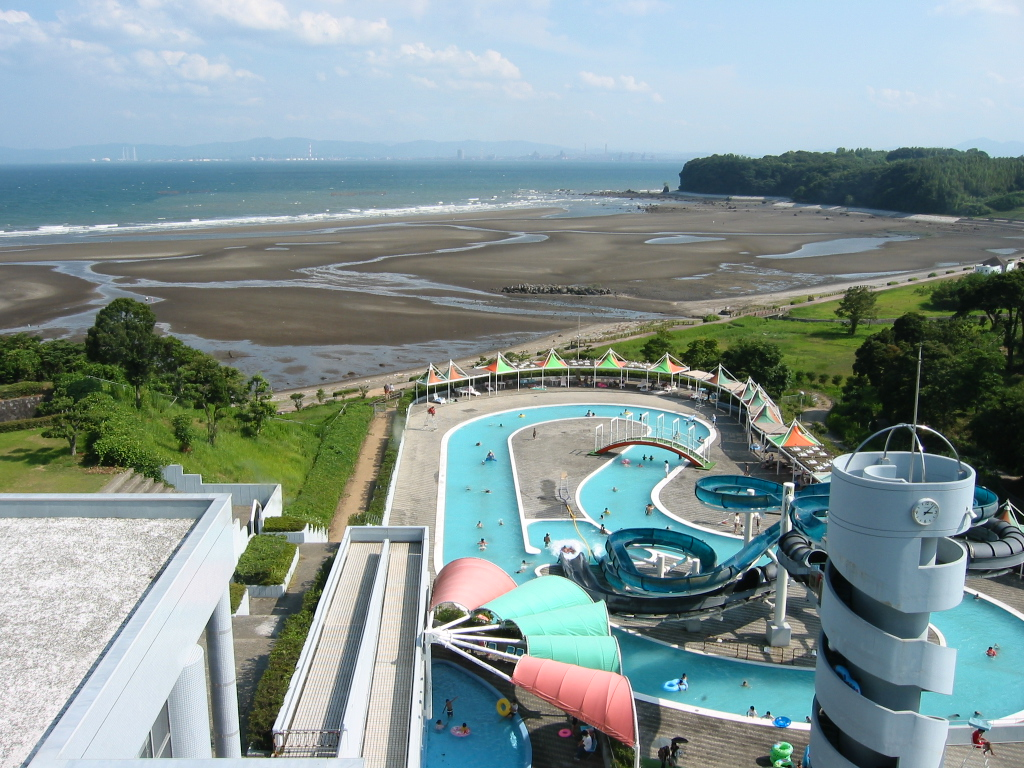
客室からプールと糸ヶ浜海浜公園の海岸を望む

スパ&リゾートホテルソラージュ大分日出（スパアンドリゾートホテルソラージュおおいたひじ）は、大分県速見郡日出町大神にある民間保養施設。

## 概要
当施設は社会保険庁が設置した、旧・大分厚生年金休暇センター（ウェルサンピア大分日出）。2009年に同庁が一般競争入札で売却、落札した大分市の光成工業社によって12月にリゾートホテル「ホテルソラージュ大分日出」としてリニューアルオープンした。 
別府湾に面し、海水浴場として知られる糸ヶ浜北側の海岸に位置し、糸ヶ浜の後背地に設けられた糸ヶ浜海浜公園などともにリゾートエリアを形成する。

## 主要施設
- 宿泊施設
- 結婚式場
- 宴会場
- 会議室
- レストラン
- スポーツ施設
  - ゴルフ練習場
  - テニスコート（10面）
  - レジャープール
  - 多目的グラウンド
  - 体育館
  - ラケットボール
  - グラウンドゴルフ
- 日出温泉（天然温泉）
  - 泉質 - ナトリウム・カルシウム－塩化物・炭酸水素塩泉（循環・加水・加温あり）
- カラオケルーム

## 所在地
- 大分県速見郡日出町大神7505番地

## 交通
- JR九州日豊本線日出駅から車で約10分
- 大分自動車道、宇佐別府道路、日出バイパス速見ICから車で約25分